# 荒井美帆
荒井美帆（あらい みほ，1988年9月3日—），日本女子花樣游泳运动员。東京都出生，畢業於東金町中学校及成立学園高校，現就讀於日本大学。

## 生涯
2010年，與隊友參加廣州亞運會花樣游泳比賽的集體及自由組合比賽，奪得兩面銀牌。